# Rakovica, Kozarska Dubica
Rakovica je naselje v občini Kozarska Dubica, Bosna in Hercegovina. 

## Deli naselja
Babići, Brezine, Bukovica, Došlići, Grgići, Kočići, Miljevići, Rakovica, Stupari in Zlojutre.

## Prebivalstvo
| Pregled števila prebivalcev po letih | Pregled števila prebivalcev po letih | Pregled števila prebivalcev po letih | Pregled števila prebivalcev po letih | Pregled števila prebivalcev po letih | Pregled števila prebivalcev po letih |
| ------------------------------------ | ------------------------------------ | ------------------------------------ | ------------------------------------ | ------------------------------------ | ------------------------------------ |
| 1948                                 | 1953                                 | 1961                                 | 1971                                 | 1981                                 | 1991                                 |
| -                                    | -                                    | -                                    | 455                                  | 424                                  | 288                                  |

| Narodna sestava prebivalstva po letih                                                                                      | Narodna sestava prebivalstva po letih                                                                                        | Narodna sestava prebivalstva po letih                                                                                         |
| --- | --- | --- |
| 1971 | 1981 | 1991 |
| . skupaj: 455 Srbi 454 (99,78 %) Hrvati 0 (0,00 %) Muslimani 0 (0,00 %) Jugoslovani 1 (0,21 %) drugi in neznano 0 (0,00 %) | . skupaj: 424 Srbi 373 (87,97 %) Hrvati 0 (0,00 %) Muslimani 0 (0,00 %) Jugoslovani 37 (8,72 %) drugi in neznano 14 (3,30 %) | . skupaj: 288 Srbi 165 (57,29 %) Hrvati 0 (0,00 %) Muslimani 0 (0,00 %) Jugoslovani 7 (2,43 %) drugi in neznano 116 (40,27 %) |